# Ronny Heberson Furtado de Araújo
Ronny Heberson Furtado de Araújo (Fortaleza, 11 mei 1986) - alias Ronny - is een Braziliaans voetballer die bij voorkeur als offensieve middenvelder speelt. 

## Clubcarrière
Ronny begon zijn profcarrière in 2004 bij Corinthians. In juli 2006 trok hij als transfervrije speler naar Sporting Lissabon. Op 26 november 2006 scoorde hij tegen Naval 1º de Maio vanuit een vrije trap met een schot dat een snelheid van 211 kilometer per uur haalde. Tijdens het seizoen 2009/10 werd hij uitgeleend aan reeksgenoot União Leiria. In juli 2010 trok hij transfervrij naar het Duitse Hertha BSC, waar hij herenigd werd met zijn broer Raffael. In zijn eerste seizoen promoveerde hij met Hertha BSC naar de Bundesliga. Hij debuteerde in de Bundesliga op 17 september 2011 als invaller voor Patrick Ebert tegen FC Augsburg. Hij had met achttien competitietreffers een groot aandeel in de promotie van Hertha BSC naar de Bundesliga in 2013. In de eerste drie wedstrijden van het 2013/14 seizoen scoorde hij twee keer. Per 31 augustus 2016 werd zijn contract ontbonden. In maart 2017 ging Ronny voor Fortaleza EC spelen.

## Trivia
Hij is de jongere broer van voetballer Raffael Caetano de Araújo, met wie hij tussen 2010 en 2012 twee jaar samen speelde bij Hertha BSC.

## Erelijst
| Kampioen 2. Bundesliga | 2x | 2010/11, 2012/13 |